# Dynatosoma thoracicum
Dynatosoma thoracicum är en tvåvingeart som först beskrevs av Zetterstedt 1838.  Dynatosoma thoracicum ingår i släktet Dynatosoma och familjen svampmyggor. Arten är reproducerande i Sverige. Inga underarter finns listade i Catalogue of Life.